# The STANDARD
『The STANDARD』（ザ・スタンダード）は、2001年7月25日に発売された奥田民生11枚目のシングル。完全生産限定アナログ盤も同時発売。

## 解説
- 前作「マシマロ」より1年半ぶりのシングル。
- 「悩んで学んで」以来の、アンディ・スターマー参加作品。レコーディングはロサンゼルスにて行われた。
- 本来の表記は「The STANDARD」の文字を180度ひっくり返したものである。これはレコーディングのときに奥田が宿泊したホテルの名前で看板が180度ひっくり返っていたのが由来。2011年公開のグリーン・ホーネット (映画)の冒頭にこのホテルが登場する。
- 今作と次作「CUSTOM」は奥田が本来苦手とするバラードにあえて挑戦したもので、今作について奥田は自分なりの「TSUNAMI」と語っており、PUFFYに提供する時のような気持ちで万人に愛されるバラードを作りたかったという。また、その反動で次作「CUSTOM」は極私的な曲になっている[1]。

## 収録曲
1. The STANDARD (3:57)
トリビュートアルバム『奥田民生・カバーズ』では、井上陽水がカバーしている。また、GLAYが自身のライブでカバーしたことがある。音楽番組『僕らの音楽 Our Music』（フジテレビ）では平井堅が奥田との競演でカバーした。
2. 夕陽ヶ丘のサンセット (4:26)
タイトルはレコーディングスタジオの名前からとっている。
3. オーナーは最高 (4:18)

全作詞：奥田民生 全作曲・編曲：奥田民生、アンディ・スターマー

### アナログ盤
1. The STANDARD
2. 息子

## 収録アルバム
- E (#1)
- 記念ライダー2号〜オクダタミオシングルコレクション〜 (#1)
- BETTER SONGS OF THE YEARS (#2,3)

## 参加ミュージシャン
- 奥田民生 - ボーカル、ギター、ハーモニー
- アンディ・スターマー - ドラムス、パーカッション、ハーモニー
- スティーヴン・マクドナルド - ベース
- アイヴァン・ネヴィル - キーボード
- レニー・カストロ - パーカッション